# Zivile Konfliktbearbeitung
Bei Ziviler Konfliktbearbeitung (ZKB) werden bewusst nichtmilitärische Mittel eingesetzt, um gewaltsame Auseinandersetzungen zu vermeiden, beizulegen und nachzusorgen.
Dabei sollen die Konfliktparteien aktiv in die Suche nach angemesseneren Lösungen einbezogen werden. Zivile Konfliktbearbeitung orientiert sich normativ an Bürger- und Menschenrechten; dazu können ethische Vorgaben aus religiösen Traditionen mit ihren jeweiligen Vorstellungen von Gerechtigkeit und Frieden kommen.
In der englischsprachigen Literatur wird der Begriff conflict prevention gebraucht. Wegen der unterschiedlichen Bedeutung von "conflict" (gewaltförmig ausgetragener Konflikt) im Englischen und „Konflikt“ im Deutschen wäre jedoch die Übersetzung Konfliktprävention irreführend: es geht nicht um die vorsorgende Vermeidung von Konflikten, sondern um die Verminderung von Gewalt als vorherrschendem Lösungsversuch.
Die Instrumente der zivilen Konfliktbearbeitung können auf vier Handlungsebenen (nach der Agenda for Peace des früheren UN-Generalsekretärs Boutros Boutros-Ghali) eingesetzt werden:
- Vorbeugende Diplomatie (preventive diplomacy),
- Friedensschaffung (peace making),
- Friedenssicherung (peace keeping),
- Friedenskonsolidierung (post conflict peace building).

Akteure können zivilgesellschaftliche Institutionen und Verbände sein (NGOs), aber auch internationale oder nationale staatliche und staatsnahe Institutionen.
Zunehmend wird statt von Konfliktbearbeitung von Konflikttransformation gesprochen.